# لشکر ۲۳ پیاده‌نظام لهستان
لشکر ۲۳ پیاده‌نظام سیلزی علیا (لهستانی: 23. Gornoslaska Dywizja Piechoty) یکی از واحدهای نیروی زمینی لهستان بود که در سال ۱۹۲۱ تأسیس یافت. سرفرماندهی این لشکر در شهر تارنووسکیه گوره واقع در سیلزی علیا بود و بخش‌های مختلف آن در سرتاسر سیلزی علیا پراکنده بودند.
در سال ۱۹۳۸ این لشکر که تحت امر ژنرال یان یاگمین سادوفسکی قرار داشت در اشغال زائولزی ایفا نقش نمود و یک سال بعد در هنگام حمله آلمان به لهستان به سپاه کراکوف پیوست.
۱ و ۲ سپتامبر لشکر ۲۳ در استحکامات سیلزی پیرامون وره و کوبیور به نبرد با نیروهای آلمانی مشغول بود و به آرامی سوی رود نیدا عقب نشست. از روز ۴ سپتامبر عقب‌نشینی به سمت شرق همراه با زد و خورد نیروهای آلمانی ادامه داشت و در روز ۱۹ سپتامبر این لشکر در حمله به توماشوف لوبلسکی وارد شد که ناموفق بود. با تسلیم سپاه کراکوف در ۲۰ سپتامبر لشکر ۲۳ پیاده‌نظام نیز دست از نبرد کشیده و تسلیم نیروهای آلمانی گشت.